# Dichaetocoris nevadensis
Dichaetocoris nevadensis är en insektsart som beskrevs av Knight 1968. Dichaetocoris nevadensis ingår i släktet Dichaetocoris och familjen ängsskinnbaggar. Inga underarter finns listade i Catalogue of Life.